# Xa lộ Liên Mỹ châu
Xa lộ Liên Mỹ châu (tiếng Anh: Inter-American Highway) là một con đường xa lộ dài 5470 km (khoảng 3400 dặm) chạy qua vùng địa hình núi non từ Laredo, Texas đến Thành phố Panama ở Panamá. Xa lộ này đã bắt đầu được xây dựng thập niên 1930. Đoạn đầu tiên dài 1205 km từ Nuevo Laredo, bên dòng Río Grande ở México đến Thành phố Mexico, hoàn thành vào năm 1936. Tháng 4 năm 1936, phần còn lại về phía nam đi Panamá đã được khánh thành. Hoa Kỳ là quốc gia đóng góp chính nguồn kinh phí xây dựng tuyến đường này.